# Puščičasta matrika
Puščičasta matrika je kvadratna matrika, ki ima ničle na vseh mestih, razen v prvi vrstici, prvem stolpcu in na glavni diagonali. Takšna matrika ima obliko
{\displaystyle {\begin{pmatrix}\,\!*&*&*&*&*\\\,\!*&*&0&0&0\\\,\!*&0&*&0&0\\\,\!*&0&0&*&0\\\,\!*&0&0&0&*\end{pmatrix}}.}
kjer je z
- {\displaystyle *\,} označen element z neničelno vrednostjo.

Ime je dobila zaradi svoje značilne oblike.
Med puščičaste matrike prištevamo tudi takšne z obliko 
{\displaystyle {\begin{pmatrix}\,\!*&0&0&0&*\\\,\!0&*&0&0&*\\\,\!0&0&*&0&*\\\,\!0&0&0&*&*\\\,\!*&*&*&*&*\end{pmatrix}}.}
Puščičasta matrika se uporablja v nekaterih algoritmih za iskanje lastnih vrednosti in lastnih vektorjev.